# جوزف مارتینز
جوزف الکساندر مارتینز منیکا (به انگلیسی: Josef Alexander Martínez Mencia) (متولد ۱۹ مه ۱۹۹۳) بازیکن فوتبال ونزوئلایی است که در پست مهاجم برای باشگاه باشگاه فوتبال اینتر میامی و تیم ملی ونزوئلا بازی می‌کند.